# Xã Sims, Quận Montgomery, Arkansas
Xã Sims (tiếng Anh: Sims Township) là một xã thuộc quận Montgomery, tiểu bang Arkansas, Hoa Kỳ. Năm 2010, dân số của xã này là 361 người.